# Château de Chéniers
Le château de Chéniers est un château situé à Cheillé, en France. 

## Localisation
Le château est situé sur le territoire de la commune de Cheillé dans le département d'Indre-et-Loire en région Centre-Val de Loire.

## Description
Le château de Chéniers est un édifice qui comprend un corps de bâtiment d'habitation du XVIe siècle, au comble éclairé de lucarnes amorties par un gâble sculpté, et divisées par des croisées de pierre. Il est agrandi au XVIIe siècle par un pavillon ajouté au nord, qui fait saillie sur la façade est. Une tour cylindrique appartenait à l'enceinte du XVIe siècle et est reliée au château par un bâtiment de servitude moderne. La porte d'entrée dans la cour, en plein cintre, est ouverte dans un pavillon carré accosté de petits bâtiments de servitudes,. 

## Historique
En 1314, Le Petit-Chénier est la propriété d'Étienne le Duc, puis successivement de Guillaume de Bergnac, de Guy de Brizay et de Guillaume de Balan (1464-1474). Il passe entre les mains de la famille Le Goux.
Le 27 mai 1556, Claude Le Goux cède Le Petit-Chénier, appelé également Le Bas-Chénier, à Louis, seigneur de Fontenay, qui le conserve durant dix-neuf année, avant de retourner chez les Le Goux. Par acte du 23 mars 1575, Catherine Le Goux, fille de Louis Le Goux et de Guillemette des Bonnets, le revend à Jehan Tardif, futur maire de Tours. Sa famille le conserve jusqu'à la Révolution, le dernier seigneur étant Charles Tardif de Chéniers, seigneur du Chatonnet, qui comparait à l'assemblée de la noblesse de Touraine en 1789.
Il est inscrit (éléments protégés : les façades et toitures du château proprement dit ; la porte de la cour d'entrée ; la chapelle ; la tour ronde ; les façades et toitures des communs et des bâtiments entourant la porte d'entrée) au titre des monuments historiques par arrêtés des 20 juillet 1957 et 7 mars 1964,.